# Peter Lühr
Peter Lühr (3 de mayo de 1906 – 15 de marzo de 1988) fue un actor alemán.

## Biografía
Nacido en Hamburgo, Alemania, en el seno de una familia de comerciantes, a los 17 años Peter Lühr se graduó (Abitur) tras finalizar sus estudios de secundaria. Luego tomó lecciones de actuación impartidas por Arnold Marlé en Hamburgo. En sus comienzos actuó en teatros de Dessau, Kassel, Düsseldorf (con Walter Bruno Iltz) y Leipzig, y a partir de 1947 perteneció al Teatro de Cámara de Múnich. La pasión de Lühr fue la actuación, pero también trabajó como director y dio clases de interpretación, siendo uno de sus alumnos Mario Adorf. Fue, además, actor de voz, doblando a actores como Michael Gough y Laurence Olivier.
Gracias a su actuación como Estragon, junto a Thomas Holtzmann, en la obra de Samuel Beckett Esperando a Godot, dirigida por George Tabori en el Teatro de Cámara de Múnich, la representación fue invitada en 1984 al Festival Berliner Theatertreffen. En 1983 brilló con su papel titular en Merlin oder Das wüste Land, obra de Tankred Dorst dirigida por Dieter Dorn, en la que actuó con Ursula Ehler en el Teatro de Cámara. En 1987 también fue invitada al Berliner Theatertreffen, y con dirección de Dieter Dorn, la representación del drama de William Shakespeare Troilo y Crésida, en la que actuaba Sunnyi Melles. Otra de sus mejores actuaciones tuvo también lugar bajo la dirección de Dorn en Fausto.

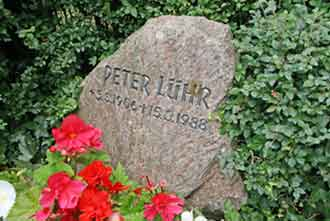
Tumba de Peter Lühr en el Cementerio de Keitum, en la isla de Sylt

Peter Lühr falleció en 1988 en Múnich, a los 81 años de edad. Fue enterrado en el Cementerio de la Iglesia St. Severin, en Keitum, isla de Sylt. Tuvo un hijo, el actor Peter von Strombeck, fruto de su relación con la también actriz Heide von Strombeck.

## Premios
- 1967 : Orden del Mérito de la República Federal de Alemania
- 1981 : Premio cultural honorífico de la capital del estado, Múnich

## Filmografía (selección)
- 1950 : Der Mann, der zweimal leben wollte
- 1951 : Decision Before Dawn
- 1955 : Es geschah am 20. Juli
- 1955 : Unruhige Nacht (telefilm)
- 1955 : Der letzte Mann
- 1957 : Der Richter und sein Henker (telefilm)
- 1957 : Die große Chance
- 1958 : Die Alkestiade (telefilm)
- 1958 : Taiga
- 1958 : Wir Wunderkinder
- 1958 : Sebastian Kneipp – Ein großes Leben
- 1959 : Hunde, wollt ihr ewig leben
- 1959 : Menschen im Netz
- 1959 : Buddenbrooks – 2. Teil
- 1960 : Sturm im Wasserglas
- 1964 : Die Party (telefilm)
- 1964 : Der Hund des Generals (telefilm)
- 1965 : Ein Wintermärchen (telefilm)
- 1965 : Abends Kammermusik (telefilm)
- 1965 : Dr. med. Hiob Prätorius
- 1966 : Baumeister Solness (telefilm)
- 1966 : Das Attentat – L.D. Trotzki (telefilm)
- 1968 : Die letzten Tage der Menschheit (telefilm)
- 1969 : Reise nach Tilsit (telefilm)
- 1970 : Hier bin ich, mein Vater (telefilm)
- 1970 : Das Bastardzeichen (telefilm)
- 1971 : Die Nacht von Lissabon (telefilm)
- 1972 : Das letzte Paradies (telefilm)
- 1973 : Olifant (telefilm)
- 1973 : Prinz Friedrich von Homburg (telefilm)
- 1974 : Cautio Criminalis (telefilm)
- 1974 : Der Kommissar (serie TV), episodio Sein letzter Coup
- 1976 : Das kleine Hofkonzert (telefilm)
- 1976 : Die Erzählungen Bjelkins (telefilm)
- 1976 : Der junge Freud (telefilm)
- 1976 : La marquesa de O
- 1976 : Als wär's ein Stück von mir (telefilm)
- 1977 : Hitler – ein Film aus Deutschland (telefilm)
- 1978 : Jean-Christophe (serie TV)
- 1979 : Derrick (serie TV), episodio Ein Todesengel
- 1982 : Unheimliche Geschichten (serie TV), episodio Der eingemauerte Schrei
- 1982 : Bekenntnisse des Hochstaplers Felix Krull (miniserie TV)
- 1982 : La ansiedad de Veronika Voss
- 1983 : Der Alte (serie TV), episodio Explosion aus dem Dunkeln
- 1984 : Kaltes Fieber
- 1986 : Wohin und zurück – Santa Fe (telefilm)
- 1986 : Die Krimistunde (serie TV), episodio Kein Wort mehr
- 1988 : Faust – Vom Himmel durch die Welt zur Hölle

## Radio
- 1951 : Molière: El enfermo imaginario, dirección de Walter Ohm (Bayerischer Rundfunk)